# 齐多夫定
齊多夫定（英語：zidovudine），也稱疊氮胸苷（英語：azidothymidine），簡稱 ZDV 或 AZT，是一種抗反轉錄病毒藥物，用於治療或預防愛滋病，通常會建議搭配其他抗反轉錄病毒藥物一起使用。齊多夫定可用於預防垂直感染，像是遭遇針刺意外或其他潛在暴露時。此藥可單獨販售，也綜合為卡貝茲（拉米夫定及齊多夫定組成）、阿巴卡維/拉米夫定/齊多夫定一起販售。此藥的給藥方式為口服或慢慢靜脈注射
常見的副作用有頭痛、發燒和噁心。嚴重的副作用有肝病、肌肉受損和乳酸性酸中毒。在懷孕時可以使用，目前認為這個藥物對胎兒是安全的。齊多夫定屬於逆轉錄酶抑制劑類別，效用來自抑制反轉錄酶這個酵素，讓愛滋病沒有辦法製造出遺傳物質 (DNA)，使得病毒的增殖降少。
齊多夫定問世於 1964 年，1987 年通過美國審核，是第一種用於治療愛滋病的藥物。現已名列於世界衛生組織基本藥物標準清單，是醫療系統中最為安全有效的藥物之一，並已有學名藥問世。在發展中國家，單月批發價約為 5.10 美元到 25.60 美元之譜，截至 2015 年，通常在美國一個月份的藥費超過 200 美元。

## 历史
齐多夫定是第一个用于治疗艾滋病和HIV感染的药物。美国的杰罗姆·霍维茨于1964年首先合成齐多夫定。原本希望能将其研发成抗肿瘤药物，但证明对小鼠肿瘤无效后放弃。
1985年，美国国家癌症研究所的塞缪尔·布罗德、滿屋裕明、罗伯特· 雅齐昂与宝威公司的珍妮特·赖德奥特等将其研发成第一个抗HIV药物。
1987年3月20日，FDA批准齐多夫定用于治疗艾滋病，1990年又被批准用于预防性治疗。开始时齐多夫定使用剂量远比现在高，达到每四小时给药一次，每次400 mg。现在使用齐多夫定时一般与其他药物联用，剂量为每天两次，每次300 mg。

## 药理作用
齊多夫定可以選擇性的抑制 HIV 病毒的反轉錄酶，HIV 病毒用此酶來將 RNA 反轉錄成 DNA。反轉錄對於 HIV 病毒合成雙股螺旋 DNA 是必要的，製造出來的 DNA 會嵌入被感染細胞的基因中。
叠氮基團 會增加齊多夫定的脂溶性，使它可以輕易的擴散進受病毒感染的細胞還有穿過血腦障壁。細胞內的酵素會將齊多夫定轉成具活性的三磷酸體。儘管齊多夫定對於 HIV 病毒的反轉錄酶比對人體的DNA合成酶有高一百倍的親和力，但在高劑量時，齊多夫定三磷酸體可能還是會抑制人體的 DNA 合成酶，而影響人體細胞分裂。
齊多夫定的治療機轉跟化療藥是沒有關聯的。

## 副作用
有骨髓抑制作用，主要表现为巨幼红细胞性贫血和粒细胞减少。有一定的骨骼肌和心肌毒性。能引起头痛，恶心、呕吐、肌痛等。

## 耐药
齐多夫定并不能杀灭病毒，即使在很高的剂量下也只能延缓疾病进展和病毒复制。齐多夫定长期治疗使 HIV 反转录酶產生变异而发生耐药。为缓解耐药，一般推荐齐多夫定于其他作用机制的抗病毒药物联合应用，如蛋白酶抑制剂或者非核苷类逆转录酶抑制剂。

## 外部連結
- U.S. National Library of Medicine: Drug Information Portal - Zidovudine （页面存档备份，存于）
- Zidovudine bound to proteins （页面存档备份，存于） in the PDB